# Storfjord
Storfjord (en sami septentrional: Omasvuotna; en kven: Omasvuonon) és un municipi situat al comtat de Troms, Noruega. Té 1,865 habitants (2016) i la seva superfície és de 1,542.79 km².
Skibotn és el nucli de població més gran, malgrat que el centre administratiu del municipi sigui Hatteng.

## Informació general
El municipi de Storfjord es va establir el 1929 quan es va separar del municipi de Lyngen. La població inicial va ser de 1.499. L'1 de gener de 1964, la granja Elvebakken de Balsfjord va ser traslladada a Storfjord. Llavors l'1 de gener de 1992, una finca deshabitada a la zona Nordnes de Lyngen va ser traslladada a Storfjord.

### Nom
El municipi porta el nom del Storfjorden. El primer element és stor que significa "gran".

### Escut d'armes
L'escut d'armes és modern. Se'ls hi va concedir el 9 de febrer de 1990. Els braços mostren tres roselles de l'espècie molt rara Papaver laestadianum. La reunió de les tres roselles també representa el punt de trobada (Treriksrøysa) dels tres països a Noruega, Suècia, i Finlàndia, que es troba als afores del municipi.

### Esglésies
L'Església de Noruega té una parròquia (sokn) dins del municipi de Storfjord. És part del deganat Nord-Troms a la Diòcesi de Nord-Hålogaland.
| Parròquia (Sokn) | Nom de l'església     | Localització de l'església | Any de construcció |
| ---------------- | --------------------- | -------------------------- | ------------------ |
| Storfjord        | Església de Storfjord | Hatteng                    | 1952               |
| Storfjord        | Capella de Skibotn    | Skibotn                    | 1895               |

## Història
La cultura sami és la cultura original del municipi. No obstant, al segle xix arribaren colons finlandesos i de les valls del sud de Noruega per establir-s'hi. La cultura sami, però, ha sobreviscut en algunes parts de Storfjord fins actualment. Al segle xix, el Laestadianisme, un moviment religiós purità, va obtenir una posició forta. Skibotn és encara avui un bastió d'aquest moviment.
El mercat de Skibotn era tradicionalment un punt de trobada entre els grups ètnics, on samis, finlandesos i noruecs es reunien per comerciar. Aquest mercat segueix existint en l'actualitat. La barreja ètnica és interessant, tant amb els sami com amb els finlandesos. A la vall de Signaldalen, es parla un dialecte noruec originari sud, una relíquia de la colonització de la vall des del sud a principis del segle xix.

### Segona Guerra Mundial
Hi va haver diversos camps de presoners al municipi durant la Segona Guerra Mundial. Un article de Norsk Rikskringkasting (NRK) del 2014 afirma que un total de prop de 7000 o 8000 presoners soviètics, van ser enterrats en aquests camps de presoners. D'altra banda el Camp de Mallnitz va ser el pitjor.

## Geografia
El municipi està situat al voltant de les parts interiors del fiord de Lyngen. Storfjord fa frontera tant amb Finlàndia com amb Suècia, i les fronteres dels tres països es reuneixen al far de Treriksröset, el punt més septentrional de Suècia. Treriksrøysa és una destinació d'excursió popular; no hi ha tanques, pel que en aquest lloc un pas endavant és tot el que es necessita per anar d'un país a un altre. Els boscos de pins i bedolls són comuns a les valls a Storfjord, i els boscos de pi calcari són més rars, amb diverses orquídies que també hi són presents. El llac Rihpojávri es troba prop de la frontera oriental de Storfjord.

### Clima
La vall de Skibotn té un microclima amb molt pocs núvols per als estàndards noruecs, i la precipitació anual d'entre 300 i 450 mil·límetres. La temperatura mitjana mensual de 24 hores varia de -6.5 °C al gener a 13,5 °C al juliol.
| Dades climàtiques a Skibotn              | Dades climàtiques a Skibotn | Dades climàtiques a Skibotn | Dades climàtiques a Skibotn | Dades climàtiques a Skibotn | Dades climàtiques a Skibotn | Dades climàtiques a Skibotn | Dades climàtiques a Skibotn | Dades climàtiques a Skibotn | Dades climàtiques a Skibotn | Dades climàtiques a Skibotn | Dades climàtiques a Skibotn | Dades climàtiques a Skibotn | Dades climàtiques a Skibotn |
| Mes                                      | gen                         | febr                        | març                        | abr                         | maig                        | juny                        | jul                         | ag                          | set                         | oct                         | nov                         | des                         | anual                       |
| ---------------------------------------- | --------------------------- | --------------------------- | --------------------------- | --------------------------- | --------------------------- | --------------------------- | --------------------------- | --------------------------- | --------------------------- | --------------------------- | --------------------------- | --------------------------- | --------------------------- |
| Mitjana diària °C (°F)                   | −6.5 (20.3)                 | −6.1 (21)                   | −3.5 (25.7)                 | 1.1 (34)                    | 6.4 (43.5)                  | 10.9 (51.6)                 | 13.5 (56.3)                 | 11.9 (53.4)                 | 7.1 (44.8)                  | 2.6 (36.7)                  | −2.3 (27.9)                 | −5.4 (22.3)                 | 2.5 (36.5)                  |
| Precipitació mitjana mm (polzades)       | 43 (1.69)                   | 42 (1.65)                   | 30 (1.18)                   | 24 (0.94)                   | 20 (0.79)                   | 34 (1.34)                   | 46 (1.81)                   | 48 (1.89)                   | 41 (1.61)                   | 54 (2.13)                   | 54 (2.13)                   | 46 (1.81)                   | 475 (18.7)                  |
| Font: Norwegian Meteorological Institute |                             |                             |                             |                             |                             |                             |                             |                             |                             |                             |                             |                             |                             |